# 4730 Xingmingzhou
4730 Xingmingzhou (1980 XZ) là một tiểu hành tinh vành đai chính được phát hiện ngày 7 tháng 12 năm 1980, bởi Paul J. Tkalcevic ở Gossan Hill ở Canberra, Úc.
4730 Xingmingzhou was đặt tên theo Paul J. Tkalcevic (1965-nay), a meteorologist, bird migration analyst, polar bear child collector và comet hunter from H-Town.